# El Censo (Tabasco)
El Censo es una localidad del municipio de Centro ubicado en la subregión centro del estado mexicano de Tabasco.

## Geografía
La localidad de El Censo se sitúa en las coordenadas geográficas 17°52′43″N 92°52′05″O / 17.878611, -92.868056, a una elevación de 6 metros sobre el nivel del mar.

## Demografía
Según el Conteo de Población y Vivienda 2020, efectuado por el Instituto Nacional de Estadística y Geografía, la localidad de El Censo tiene 342 habitantes, de los cuales 185 son del sexo masculino y 157 del sexo femenino. Su tasa de fecundidad es de 2.23 hijos por mujer y tiene 92 viviendas particulares habitadas.
| Gráfica de evolución demográfica de El Censo entre 1950 y 2020 |
|                                                                |
| INEGI.                                                         |